# Adžib
Adžib byl egyptským faraonem 1. dynastie. Je prvním faraonem uvedeným na Sakkárském královském seznamu. Dle letopisů na Palermské desce se délka jeho panování odhaduje na přibližně 10 let. Díky Palermské desce také víme, že si Adžib postavil palác v Mennoferu a oslavil svůj svátek sed. Jeho manželka byla možná Betrest. Na některých kamenných nádobách (na kterých jsou uvedeni faraoni 1. dynastie), jeho jméno chybí. Adžibovo jméno je vynecháno nebo dokonce vymazáno. To může znamenat dynastické spory, protože se zdá, že Adžibův nástupce Semerchet legitimitu Adžibovy vlády neuznával.